# Fair Haven (condado de Rutland)
Fair Haven es un lugar designado por el censo ubicado en el condado de Rutland en el estado estadounidense de Vermont. En el año 2010 tenía una población de 2,269 habitantes y una densidad poblacional de 315 personas por km².

## Geografía
Fair Haven se encuentra ubicado en las coordenadas 43°35′45″N 73°16′14″O / 43.59583, -73.27056.

## Demografía
Según la Oficina del Censo en 2000 los ingresos medios por hogar en la localidad eran de $33,563 y los ingresos medios por familia eran $36,944. Los hombres tenían unos ingresos medios de $29,947 frente a los $20,813 para las mujeres. La renta per cápita para la localidad era de $17,371. Alrededor del 17.3% de la población estaban por debajo del umbral de pobreza.